# Bistum Chełm

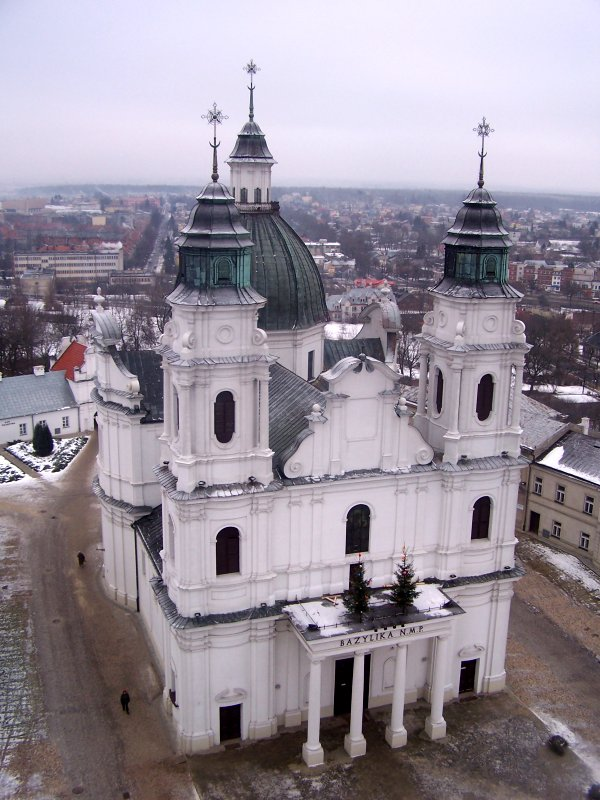
Ehemalige Kathedrale zu Chełm

Das Bistum Chełm (lateinisch Dioecesis Chelmensis) war ein römisch-katholisches Bistum im Osten des heutigen Polen.

## Geschichte
Nachdem König Kasimir der Große von Polen 1366 das Fürstentum Galizien-Wolhynien unterworfen hatte, errichtete er dort 1375 eine Reihe von Bistümern, unter anderem in Chełm. Ab 1412 gehörte das Bistum Chełm zur Kirchenprovinz des Erzbistums Lemberg. 1790 wurde es in Bistum Chelm und Lublin umbenannt. Mit der 3. Polnischen Teilung fiel Chełm 1795 an Habsburg. Der Bischofssitz wurde am 22. September 1805 von Papst Pius VII. mit der Päpstlichen Bulle Quemadmodum Romanorum Pontificum in das ca. 75 km entfernte Lublin verlegt und die Diözese wurde in Bistum Lublin umbenannt.
Im Januar 2009 wurde das Titularbistum Chełm errichtet.